# Сао Жоаким (Санта Катарина)
Сао Жоаким (на португалски: São Joaquim) е град в щата Санта Катарина в Южна Бразилия. Според преброяването от 2004 година градът има население 23 114 души. Разположен е на 136 километра от Тубарао и на 227 километра от столицата на щата Флорианополис. Градът има разнообразен етнически облик. Населението в града е предимно от португалски, африкански, немски, италиански и японски произход. Много от жителите на града са преселници от други щати, предимно от Рио Гранди до Сул.